# 한국원양산업협회
한국원양산업협회(韓國遠洋産業協會, Korea Overseas Fisheries Association)는 원양산업의 건전한 발전과 공동이익을 도모하기 위하여 원양산업발전법에 의거 설립된 해양수산부 소관 특수법인이다. 서울특별시 서초구 양재2동 275-1에 위치하고 있다.

## 설립 근거
- 원양산업발전법 제28조[1]

## 설립 목적
원양산업의 지속가능한 발전과 경쟁력 확보를 도모하고 국제협력 촉진을 통하여 해외수산자원을 안정적으로 확보함으로써 회원의 공동이익 증진과 국민경제에 이바지함을 목적으로 한다.

## 주요 사업
- 원양산업에 관한 조사·연구·용역수행 및 정보화
- 원양산업 통계의 작성 및 관리
- 원양산업 발전을 위한 국제협력의 촉진
- 해외수산자원의 안정적 확보 지원
- 해외진출 지원을 위한 정보의 수집 및 제공
- 원양산업 종사자에 대한 교육훈련
- 노사에 관한 조사연구 및 업종별 단체교섭에 관한 지도
- 원양수산물의 수출확대를 위한 지도 및 관리
- 원양수산물 소비촉진 등 원양산업 홍보
- 원양산업 발전을 위해 필요한 공동설비 구입 및 판매·알선
- 그 밖에 원양산업의 발전과 협회의 목적달성을 위해 필요한 사업 등

## 연혁
- 1964년 3월: 한국원양어업협회 설립
- 2008년 2월: 한국원양산업협회 설립

## 조직

### 총회

#### 회장
- 이사회
  - 기획위원회
  - 재정위원회
  - 노사위원회
  - 해외협력위원회
  - 연승어업위원회
  - 선망어업위원회
  - 선망어업위원회
  - 북양어업위원회
  - 기지트롤어업위원회
  - 오징어어업위원회
  - 원양어업관련사업위원회
- 감사

##### 경영지원본부
- 총무부
- 회원지원부
- 기획홍보부
- 부산지부

##### 해외협력본부
- 해외협력1부
- 해외협력2부

## 소속기관
- 해외수산협력원